# Duży Las
Duży Las – przysiółek w Polsce położony w województwie mazowieckim, w powiecie radomskim, w gminie Przytyk.
Przysiółek wchodzi w skład sołectwa Wólka Domaniowska.
W latach 1975–1998 miejscowość administracyjnie należała do województwa radomskiego.